# Jim Gaffigan
James Christopher Gaffigan (Elgin, Illinois, 1966. július 7. –) amerikai stand-up komikus, színész, író, rendező. Témái általában az apaság, különböző megfigyelések, a lustaság és az étel. Ritkán káromkodik, ezáltal a "clean comedy" műfajba is sorolják. Könyveit, a Dad is Fat-et (2013) és a Food: A Love Story-t (2014) a Crown Publishers könyvkiadó jelentette meg. Ő készítette a The Jim Gaffigan Show című televíziós sorozatot, amelynek címszereplője is. Gyakran kollaborál feleségével, Jeannie Gaffigannel.

## Élete
1966. július 7.-én született az illinoisi Elginben. Marcia Miriam és Michael Ambrose Gaffigan gyermeke. Ír felmenőkkel rendelkezik; a vezetékneve korábban Gavahan volt. Chestertonban (Indiana) nőtt fel, hat gyerek közül ő volt a legfiatalabb. Előadásai során gyakran viccel azzal, milyen volt egy nagy családban felnőni. Anyja jótékonysági szervezeteknél dolgozott, míg apja bankár volt. Anyja 1990-ben elhunyt, 53 éves korában. Őt apja követte 1999-ben, aki tüdőrák következtében hunyt el. Gaffigan családjában apja volt az első, aki főiskolára járt, és arra bátorította a gyerekeit, hogy biztos munkát keressenek. Jim öt éves korában azonban bejelentette, hogy színész szeretne lenni.
Fiatal korában gyakran nézte a Saturday Night Live-ot. A La Lumiere School tanulója volt (La Porte, Indiana), majd a Purdue Egyetemen tanult egy évig. Ezután a Georgetown Egyetem McDonough School of Business nevű iskolájának tanulója volt, innen 1988-ban érettségizett.
1990-ben költözött New Yorkba, hogy a humorral foglalkozzon, ezt David Letterman iránti imádata ihlette. A reklàmszakmában dolgozott, így nappal dolgozott, este pedig színészi leckéket vett. Ebben az időben szerepelt a Blockbuster Video "Entertainment Squad" nevű reklámsorozatában. Karrierje akkor kezdődött, amikor egy barátja azt tanácsolta neki, hogy járjon stand-up comedy órákra. Ekkor szerette meg a műfajt, és az órái után fellépett különböző klubokban. Emiatt munkája közben gyakran elaludt.
Karrierje első hét évében többféle stílust is kipróbált. A komikus fellépések népszerűsége azonban az 1980-as években megcsappant, és ezen az sem segített, hogy a kábeltelevízió egyre népszerűbb lett.  Miután hat éven keresztül jelentkezett a The Late Show with David Lettermanbe, végül sikeresen fellépett a műsorban, így a karrierje beindult.

## Magánélete
Felesége Jeannie Gaffigan. Öt gyerekük van: három lány és két fiú. Korábban New York City-ben éltek, de 2015-ben elköltöztek.
Katolikus vallású.

## Diszkográfia
- 2001: Luigi's Doghouse
- 2001: Economics II
- 2003: More Moo Moos
- 2004: The Last Supper
- 2004: Doing My Time
- 2006: Beyond the Pale
- 2009: King Baby
- 2012: Mr. Universe
- 2014: Obsessed
- 2017: Cinco
- 2018: Noble Ape
- 2019: Quality Time
- 2020: The Pale Tourist
- 2021: Comedy Monster